# Psychokinèse
 (avril 2016).
Si vous disposez d'ouvrages ou d'articles de référence ou si vous connaissez des sites web de qualité traitant du thème abordé ici, merci de compléter l'article en donnant les références utiles à sa vérifiabilité et en les liant à la section « Notes et références ».
 (avril 2016).
Pour les articles homonymes, voir PK.

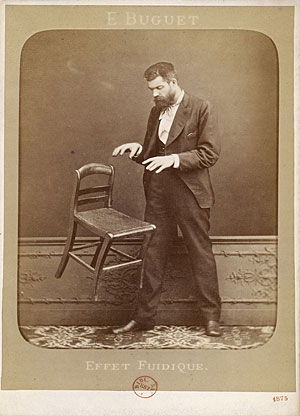
Le spiritiste Édouard Isidore Buguet démontrant ses dons de Psychokinèsie sur une photo truquée en 1875

La psychokinèse ou psychokinésie (PK), ou télékinésie par la pensée, est une faculté métapsychique hypothétique de l'esprit qui permettrait d'agir directement sur la matière, mais qui n'a pas de fondement scientifique.

## Critiques
Les expériences concernant la psychokinèse ont été critiquées pour leur manque de contrôles scientifiques appropriés et leur non-reproductibilité,,,. Il n'existe pas de preuve convaincante que la psychokinèse soit un phénomène réel ; ce sujet est généralement considéré comme une pseudoscience,,,.

## Micropsychokinèse
La plupart des recherches effectuées en micropsychokinèse utilisent des générateurs de nombres aléatoires (GNA) qui produisent des nombres de façon aléatoire à partir d’un bruit électronique ou d’une source radioactive. Pour étudier la micropsychokinèse, on effectue des tests de contrôle dans lesquels les GNA fonctionnent seuls, des tests avec un sujet psi qui tente d’influencer les résultats des GNA. Les sujets tentent généralement d’influencer un GNA à travers une interface « ludique » : le but va être, par exemple, de faire s’allumer des diodes, gérées par le GNA, le plus souvent possible. On compare ensuite les résultats de façon à déterminer si, statistiquement, les résultats du GNA influencé par le sujet correspondent au hasard ou non. Dans le cas de la recherche avec les diodes, on étudie si elles se sont allumées plus souvent en présence d’un sujet psi.
Ces tests sont le fait d’Helmut Schmidt, physicien, introducteur de la méthode des générateurs de nombres aléatoires. Il prétend avoir obtenu des résultats significatifs,,. Dean Radin et Diane Ferrari ont collecté 148 études expérimentales portant sur la psychokinèse. L’effet global obtenu aurait une petite taille d’effet de p = 0,5016 (effet non significatif).
Les sceptiques considèrent cependant, à l'inverse de Dean Radin et co., que l'utilisation de la technique de la méta-analyse en parapsychologie est fallacieuse. En effet, pour prouver l'existence du psi, il faudrait que chaque expérience prise indépendamment ait une taille d'effet non négligeable, et pas uniquement lorsqu'on fait une méta-analyse en incluant une sélection d'expériences plus ou moins similaires les unes avec les autres surtout quand on pense à l'effet tiroir. Or les expériences individuelles en parapsychologie ont, quand elles ont la chance d'obtenir un effet significatif, toujours une taille d'effet faible, ce qui est insuffisant pour prouver l'existence du phénomène allégué.
Entre 1969 et 1984, 332 expériences utilisant des générateurs de nombres aléatoires ont été effectuées. Leurs auteurs prétendent avoir obtenu, sur l’ensemble, une valeur « très significative » de p = 10−43.
Les résultats combinés de 597 études expérimentales utilisant des générateurs de nombres aléatoires, faites entre 1959 et 1987, auraient donné une valeur de p = 10−12. Les 235 études contrôles ont donné lieu à des résultats en adéquation avec le hasard. L’effet total reste cependant faible avec 51 % de réussite au lieu des 50 % attendus par le simple fait du hasard.
Fiona Steinkamp a mis en place 357 études expérimentales et 142 études de contrôle. Le z (Stouffer) pour les études expérimentales était de 13,09 mais pondéré à la taille de l’étude, il atteignait 2,70, p = 0,004, avec une très petite taille d’effet de p = 0,50003. Les sujets doués auraient significativement mieux réussi.

## Une absence de validation scientifique
Lors des recherches effectuées dans le domaine de la psychokinèsie, les expériences obtiennent des résultats différents d'un laboratoire à l'autre et rendent les phénomènes psychokinétiques non reproductibles et aléatoires.
Pour la communauté scientifique, la psychokinèsie n'existe pas. Les sceptiques ont invalidé à de nombreuses reprises les médiums se prétendant capables de psychokinèsie, en démontrant qu'ils utilisaient des tours d'illusionnisme. La plus célèbre de ces démystifications fut celle de Uri Geller, réalisé par le magicien James Randi.

### Le projet Alpha
Le projet Alpha impliquant des tests de sujets prétendument capables de psychokinèse, toujours du même James Randi, a démontré que les protocoles expérimentaux en parapsychologie étaient insuffisamment sécurisés contre les astuces de prestidigitation. Les chercheurs participants du scepticisme scientifique pensent que les résultats obtenus en parapsychologie ont en particulier pour origine des biais au niveau des protocoles, des concordances hasardeuses, des manipulations statistiques erronées, des erreurs d'interprétation, voire des falsifications de données. Les différents résultats obtenus ne feraient donc pas la preuve de l'existence de ces phénomènes mais correspondraient simplement à des artefacts. Les scientifiques considèrent que les recherches en parapsychologie prouvent bien plus l'inexistence des phénomènes psi que leur existence.
Le projet Alpha est un vaste canular fomenté par le magicien James Randi destiné à mettre en évidence les faiblesses expérimentales des laboratoires de recherche en parapsychologie. Il a proposé à une équipe de chercheurs de soi-disant sujets psi, en réalité des prestidigitateurs qui ont manipulé les résultats pendant plusieurs années, bernant les para-psychologues et révélant les faiblesses des protocoles expérimentaux utilisés en parapsychologie.
D'un point de vue épistémologique, si ce canular ne permet pas de conclure que les phénomènes psi sont inexistants, il remet en cause l'ensemble des résultats supposés prouver l'existence de tels phénomènes et affecte profondément la crédibilité des études « sérieuses » de la parapsychologie.

## Dans la culture populaire

### Littérature
- Les Plus qu'humains (titre original : More than Human), roman de science-fiction de l'écrivain américain Theodore Sturgeon paru en 1953.
- Carrie (titre original : Carrie), roman d'horreur écrit par Stephen King et publié en 1974.
- Matilda (titre original : Matilda), roman pour la jeunesse de Roald Dahl paru en 1988.
- Un fou ? (titre original : Un fou ?), nouvelle de Guy de Maupassant parue le 1er septembre 1884 dans Le Figaro[17]

### Manga
- Mob Psycho 100, manga écrit et dessiné par ONE, publié à partir de 2012 puis adaptée en anime à partir de 2016.
- Saiki Kusuo no Psi-nan, manga écrit et dessiné par Shūichi Asō, publié à partir de 2012 puis adapté en anime en 2016.

### Jeux vidéo
- Dans Star Wing, jeu vidéo réalisé par Katsuya Eguchi, sorti en 1993 sur SNES, le boss final utilise la télékinésie comme arme.
- Dans Métal Gear Solid, jeu vidéo développé par Konami, sorti en 1998, l’un des boss nommé Psycho Mantis possède des pouvoir de télékinésie.
- Dans la franchise Sonic the Hedgehog, le personnage de Silver est doué de télékinésie.
- Dans Dragon Ball Z: Budokai Tenkaichi 2, Freezer et d’autres personnages sont capables d’utiliser la télékinésie.
- Dans Chaos;Head NoAH et Chaos;Child (en), les « Gigalomaniacs » disposent de pouvoirs en rapport avec la psychokinésie accessibles pour certains personnages à l'aide d'une « Di-Sword ».
- Beyond: Two Souls, jeu vidéo développé par Quantic Dream, sorti en 2013 sur PlayStation 3 et 2015 sur PlayStation 4, dont l’héroïne principale possédant des pouvoirs surnaturels lui procurant un lien psychique avec une mystérieuse entité.
- Dans Undertale, le boss final Sans peut utiliser la psychokinésie.
- Life Is Strange 2, jeu vidéo réalisé par Dontnod, sorti en 2018, dont le frère du héros principal possède ce don.
- Control, jeu vidéo développé par Remedy Entertainment, sorti en 2019, Jesse Faden obtiendra divers pouvoirs psychiques, comprenant la télékinésie.
- Dans la série Pokémon, des dresseurs appelés kinésistes, spécialisés dans les créatures de type Psy, possèdent toutes et tous le don de télékinésie. Dans le tout premier jeu de la franchise, Pokémon Rouge et Bleu, l'une des championnes d'Arène est une télékinésiste prénommée Morgane.

### Cinéma
- Le Village des damnés, film d'épouvante/science-fiction britannique réalisé par Wolf Rilla, sorti en 1960.
- Carrie au bal du diable, film d'horreur américain de Brian De Palma, sorti en 1976, d'après le roman du même nom de Stephen King.
- Dans l'univers de Star Wars, la psychokinésie est une des utilisations de la Force.
- La Grande Menace, film de Jack Gold sur la psychokinésie, sorti en 1978.
- Furie, film américain réalisé par Brian De Palma, sorti en 1978, d'après le roman de John Farris paru en 1976.
- Scanners, film de science-fiction canadien écrit et réalisé par David Cronenberg, sorti en 1981.
- Dans une scène de La Diagonale du fou de Richard Dembo, sorti en 1984, un parapsychologue essaye d'agir sur un des joueurs d'échecs.
- Scanners II, film de science-fiction canadien réalisé par Christian Duguay, sorti en 1991.
- Scanners III, film de science-fiction canadien réalisé par Christian Duguay, sorti en 1992.
- Le Village des damnés (remake), film d'épouvante/science-fiction américain John Carpenter, sorti en 1995
- Matilda, film américain de et avec Danny DeVito, sorti en 1996, d'après le roman du même nom de Roald Dahl.
- Jean Grey, super-heroine dans la saga de films X-Men.
- Rubber, film franco-américain de Quentin Dupieux, sorti en 2010
- Chronicle, film de science-fiction réalisé par Josh trank, sorti en 2012 au cinéma.
- Looper (film de science fiction, sorti en 2012) et réalisé par Rian Johnson.
- Sorcière rouge, super-heroine dans la saga de films Avengers.
- Psychokinesis, film sud-coréen de Yeon Sang-ho sorti en 2018.

### Télévision
- Stranger Things, série télévisée de science-fiction et d'épouvante américaine en quatre  saisons, où une fille nommée Onze (Elfe) a des pouvoirs de télékinésie très puissants.
- Les Thunderman, où Phoebe et Max ont le pouvoir de télékinésie.
- Mon amour venu des étoiles, série sud-coréenne de romance et de science-fiction.
- Dans la saison 3 de la série American Horror Story, les sorcières possèdent ce don, comme Madison Montgomery (interprété par Emma Roberts).
- Kyle XY, où Kyle Trager et Adam Baylin se montrent capables d’utiliser une telle faculté.
- I am not okay with this, série télévisée américaine adaptée du roman graphique Pauvre Sydney !, dans laquelle Sydney Novak, protagoniste principale, se voit dotée de dons télékinésiques avancés se manifestant lorsqu'elle est en colère.
- The Gifted, série télévisée de science-fiction en 2 saisons où un garçon nommé Andrew Strucker a des pouvoirs de télékinésie surpuissants et destructeurs.
- La télékinésie est l'un des dons de Prudence Halliwell de Charmed. Il est aussi le premier à se manifester et son don le plus puissant.
- Dans Superminds (Misfits of Science), Gloria Dinallo (Courtney Cox) a le pouvoir de télékinésie.
- Dans Danger Force, Bose a le pouvoir de télékinésie.
- Dans Buffy contre les vampires, Willow Rosenberg utilise parfois la télékinésie, entre autres sorts et aptitudes que lui confèrent son statut de sorcière.
- Dans Mercredi, Rowan possède des dons de télékinésie, qu'il utilise notamment pour tenter de tuer Mercredi Addams[18].
- Dans Stargate SG-1, certains humains modifiés pour atteindre le stade d'évolution pré-ascension de la race des Anciens développent des capacités psychiques, dont la télékinésie.

### Animation
- Dans Dragon Ball Z, les personnages de Freezer et Cell possèdent tous deux ce pouvoir.
- Dans Code Lyoko, Yumi utilise cette faculté sur Lyoko.
- Dans Shinsekai Yori, qui met en œuvre un monde où les humains sont prédisposés à cette faculté, qui découlerait de l'évolution des capacités de visualisation de l'être humain.
- Dans Serial Experiments Lain, une organisation secrète tente de mettre au point un système de télékinésie.